# 212 TCN
212 TCN là một năm trong lịch La Mã. 